# لويزا ألفاريز
لويزا ألفاريز (بالإسبانية: Luisa Álvárez)‏ هي راكبة الكنو إسبانية، ولدت في 3 أكتوبر 1962.

## وصلات خارجية
- لويزا ألفاريز على موقع أوليمبيديا (الإنجليزية)